# Умберто Калигарис
Умберто Калигарис (на италиански: Umberto Caligaris) е бивш италиански футболист, защитник и треньор.

## Кариера
Калигарис е роден в Казале Монферато, където прекарва първите 9 години от кариерата си в местния отбор, АС Казале. Той прави своя дебют за тях на 12 октомври 1919 г. в мач срещу местните съперници от Валенцана Калчо, който Казале печели с 3:1. След това Казале е част от първото първенство на Италия (предшественик на Серия А) и е печелил шампионата през 1914 г. Въпреки това, те никога не успяват отново.
За националния отбор за пръв път играе на 15 януари 1922 г. срещу Австрия в Милано. Той е избран на мястото на Вирджинио Розета. Розета и Калигарис се състезават за десния бек. Калигарис играе за Италия на олимпиадата през 1924 г., като мачът срещу Испания е първият, в който играе заедно с Розета, спечелвайки и купата на Централна Европа с Италия между 1927 и 1930 г.
След като печели бронзов медал на летните олимпийски игри през 1928 г., Калигарис напуска Казале за да се присъедини към Ювентус, като прави своя дебют в Серия А с клуба на 6 октомври 1929 г., при победата с 3:2 над Наполи.
Калигарис е капитан на Италия между 1931 и 1934 г. Последният му мач за Италия е на 11 февруари 1934 г. отново срещу Австрия. Неговият рекорд от 59 мача за Италия е подобрен през 1971 г. от Джачинто Факети.
Калигарис е треньор на Ювентус от 1939 г. до смъртта си в Торино през октомври на следващата година.

## Отличия

### Отборни
Ювентус
- Серия А: 1930/31, 1931/32, 1932/33, 1933/34, 1934/35

### Международни
Италия
- Световно първенство по футбол: 1934
- Купа на Централна Европа по футбол: 1927/30
- Олимпийски бронзов медал: 1928